# Patrick Pass
(en) Statistiques sur pro-football-reference
Patrick Pass (né le 31 décembre 1977 à Scottdale dans l'État de Géorgie) est un joueur américain de football américain qui évoluait en tant que fullback dans la National Football League (NFL).

## Biographie

### Carrière universitaire
Étudiant à l'Université de Géorgie et joueur de football américain avec l'équipe des Bulldogs, il a également joué au baseball dans les ligues mineures au sein de l'organisation des Marlins de la Floride. 

### Carrière professionnelle
Après la fin de son cursus universitaire, il est choisi par les Patriots de la Nouvelle-Angleterre au septième tour de la draft 2000 de la NFL.
Il passe sept saisons avec les Patriots et remporte au passage trois fois le Super Bowl avec l'équipe. Il signe ensuite avec les Texans de Houston en 2007, mais est coupé avant le début de la saison. Il rejoint les Giants de New York lors de la même saison, mais ne joue qu'un seul match avant d'être libéré.